# Pogan (sockenhuvudort i Kina, Jiangxi Sheng, lat 28,33, long 116,78)
Pogan är en sockenhuvudort i Kina. Den ligger i provinsen Jiangxi, i den sydöstra delen av landet, omkring 96 kilometer sydost om provinshuvudstaden Nanchang. Antalet invånare är 15 896. Befolkningen består av 7 406 kvinnor och 8 490 män. Barn under 15 år utgör 24,0 %, vuxna 15-64 år 67 %, och äldre över 65 år 7,0 %.
Runt Pogan är det tätbefolkat, med 331 invånare per kvadratkilometer. Närmaste större samhälle är Yujiangxian, 13,6 km söder om Pogan. Trakten runt Pogan består till största delen av jordbruksmark.
Genomsnittlig årsnederbörd är 2 491 millimeter. Den regnigaste månaden är juni, med i genomsnitt 454 mm nederbörd, och den torraste är oktober, med 26 mm nederbörd.